# Gogolák Lajos
Gogolák Lajos (Pozsony, 1910. március 18. – Bécs, 1987. szeptember 22.) emigráns magyar történész, szlavista, újságíró.

## Élete
A budapesti Tudományegyetemen jogi doktorátust szerzett, majd a bölcsészkaron történelmi tanulmányokat is folytatott. Ezután az egyetem Kisebbségi Intézetében lett tanársegéd és a Kelet-Európai Intézetben adott elő. Elsősorban a szlovák és cseh irodalommal, művelődéssel, történelemmel foglalkozott.
A Magyar Szemle, a Magyar Nemzet (1938-1944) és más jelentős folyóiratok (például Korunk Szava, Az Ország Útja) munkatársa volt. 1945 után budapesti polgári lapoknak dolgozott, 1949-től megszűnéséig a Kis Újság foglalkoztatta. Majd 1956-ig a Könyvbarát olvasószerkesztője volt.
Az 1956-os forradalom után Bécsbe emigrált. 1985-ben bekövetkezett nyugdíjazásáig a bécsi Tudományegyetem tanáraként a Kelet- és Délkelet-Európai Kutatóintézetben szlovák történelmet és irodalmat, bécsi magyar helytörténetet, valamint közép-dunai történelmet adott elő.
Magyarországon több jelentős könyve jelent meg, de emigrációja alatt csak németül publikált. A nyugati magyar tudományos élettel kevés kapcsolatot tartott fenn.

## Művei
- Csehszlovákia. Budapest, 1935
- A csehszlovákiai autonomista mozgalmak. Az ország útja II/4 (1938. április).
- Pánszlávizmus. Budapest, 1940
- Magyarok és délszlávok. Budapest, 1940 (tsz. Ferdinandy Mihály)
- Szlovák irodalomtörténetek – magyar szerzőktől. Budapest, 1943
- Mocsáry Lajos és a nemzetiségi kérdés. Budapest, 1943
- Beiträge zur Geschichte des slowakischen Volkes I–III. München, 1963–1972
- Volk, Nation und Staat im pannonischen Raum vom XVIII. bis zum XIX. Jahrhundert. Eisenstadt, 1973